# Contea di Hardin (Tennessee)
La contea di Hardin in inglese Hardin County è una contea dello Stato del Tennessee, negli Stati Uniti. La popolazione al censimento del 2000 era di 25 578 abitanti. Il capoluogo di contea è Savannah.